# Ifi Amadiume
Ifi Amadiume (* 23. April 1947) ist eine nigerianische Autorin, Ethnologin und Feministin.

## Leben
Amadiume ist seit 1993 am Religion Department des Dartmouth Colleges in Hanover (New Hampshire) tätig und aktuell (2006) Professorin.
Sie hat zwei Kinder: Amadi Amadiume-Cisse (derzeit College-Student in Maine, USA) und Nkemdilim Amadiume, genannt Kemdi (* 1979, House-Sängerin; starb 2005 an den Folgen ihrer drei Jahre zuvor diagnostizierten Multiplen Sklerose.)

## Wirken
Ihr Buch Männliche Töchter, weibliche Ehemänner. Soziale Rollen und Geschlecht in einer afrikanischen Gesellschaft ist ein ethnologischer Forschungsbericht über die Igbo-Gesellschaft in Nigeria über die Geschichte des Wandels der sozialen Rolle von Frauen in dieser Gesellschaft (19. Jahrhundert, Kolonialismus, Unabhängigkeit). Es wird deutlich gemacht, wie sich durch den politischen und gesellschaftlichen Umbruch auch die Rolle von Frauen und deren Macht verändert und schwindet.
Gleichzeitig versucht Amadiume das Vorurteil aufzulösen, dass Frauen in Afrika von jeher ökonomisch machtlos und politisch ohne Einfluss gewesen seien.
Sie wurde in die Anthologie Daughters of Africa aufgenommen, die 1992 von Margaret Busby in London und New York herausgegeben wurde.